# Aquila (veldteken)

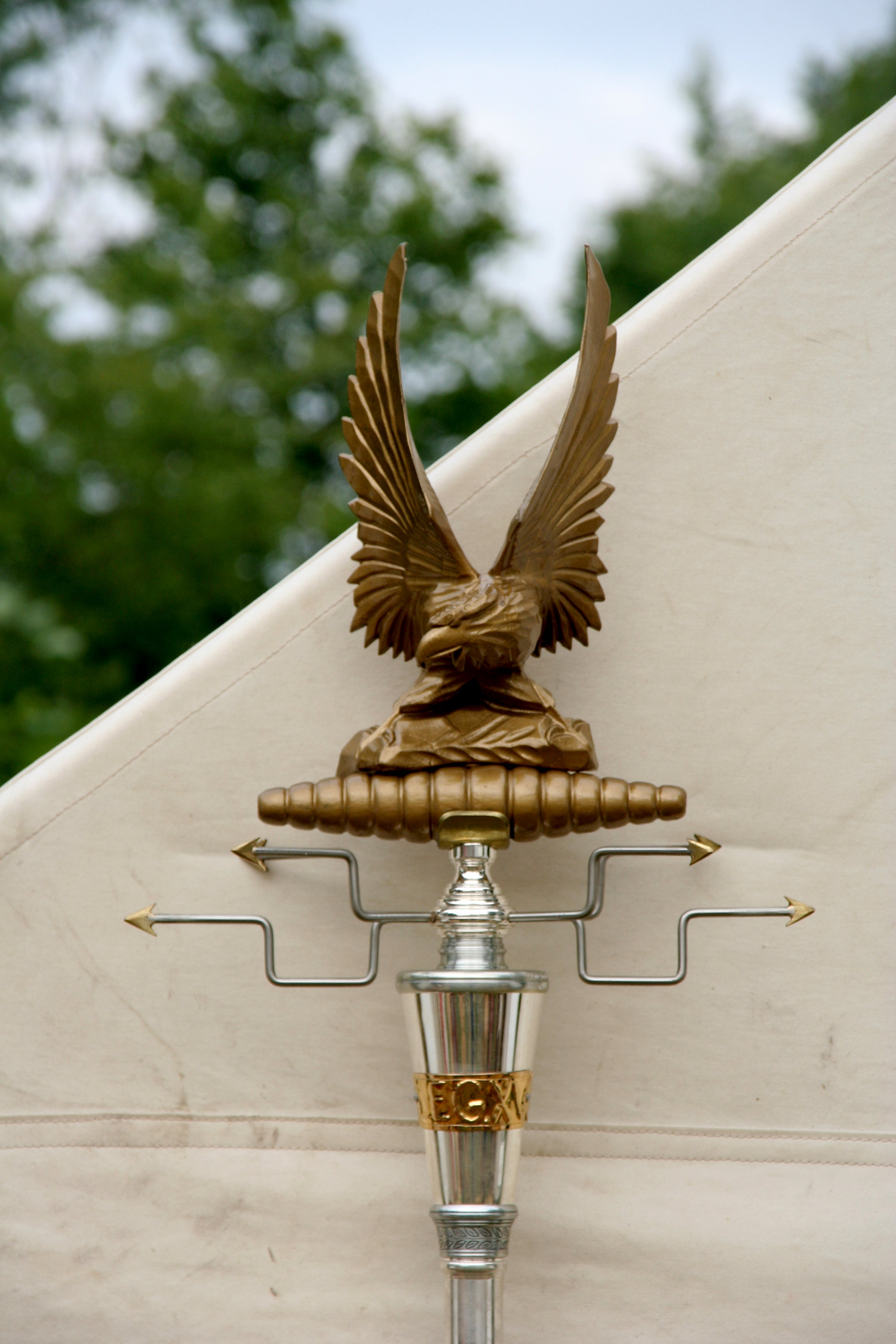
Reconstructie van het veldteken van het 15e legioen

De aquila (Latijn voor adelaar of voor arend (in het Nederlands wordt een onderscheid gemaakt tussen symbool en dier)) was het belangrijkste veldteken van een Romeins legioen. De standaard werd gedragen door de aquilifer, wat letterlijk adelaarsdrager betekent, hij bevond zich in het eerste cohort van het legioen. Het vertegenwoordigt de Aetos Dios (Adelaar van Zeus), waarbij Jove de 'Vader van de Romeinse staat' is.

## Geschiedenis
Het symbool van de adelaar voor het veldteken werd in 105 v.Chr. door de Romeinse generaal Gaius Marius ingevoerd. In vredestijd werden de veldtekens bewaard in de Tempel van Saturnus in Rome. Elk legioen had slechts één aquila; daarom was het een grote schande voor het desbetreffende legioen wanneer deze standaard verloren ging. Wanneer het legioen een onderscheiding had gekregen, werd er aan de vleugels van de aquila een eikenkrans gehangen. Bij verlies betekende het zelfs het feitelijke einde van het betreffende legioen. Dit lot ondergingen onder andere het 17e, 18e en 19e legioen na de nederlaag in de Slag bij het Teutoburgerwoud in het jaar 9 n.Chr. Tussen 14 en 16 n.Chr. werden onder leiding van Germanicus Julius Caesar een aantal expedities uitgezet om de verloren adelaars (aquilae) terug te krijgen.

## Hedendaagse Leeftijd
In 1804 zou Napoleon Bonaparte de adelaar terugkrijgen als symbool van zijn huis en embleem van de Grande Armée.
Huis Bernadotte heeft ook de Adelaar als embleem.